# Ferdinandov (Choustníkovo Hradiště)
Ferdinandov (německy Ferdinandsdörffel (1713), Ferdinandsdorf (1790, 1836), Fredatol (nář.), Freudental) je osada severně od Choustníkova Hradiště v okrese Trutnov. Nachází se asi dva kilometry severovýchodně od centra městyse.

## Historie
Osada vznikla v letech 1701–1703 na rozparcelovaných pozemcích panství Hradiště za tehdejšího hejtmana Paula Franze Ferdinandiho, po kterém byla i pojmenována. Samotný Ferdinandi byl ale hrabětem Šporkem v roce 1702 odvolán z funkce, snad za údajné úplatkářství.
Prvními osadníky byli lesní dělníci.